# Berbara
Berbara è un centro abitato e comune (municipalité) del Libano situato nel distretto di Jbeil, governatorato del Monte Libano.